# Amstel Gold Race 2020
La 55.ª edición de la clásica ciclista Amstel Gold Race, era una carrera que se celebraría el 19 de abril de 2020 en los Países Bajos. Sin embargo, debido a la Pandemia de enfermedad por coronavirus de 2019-2020, donde la emergencia sanitaria por el virus COVID-19 ha obligado la cancelación de diferentes eventos deportivos en todo el mundo, la carrera fue cancelada.
Sin embargo, la carrera estaba planeada para realizarse el 10 de octubre de acuerdo al nuevo calendario UCI, pero debido a la prohibición expresa de las autoridades de los Países Bajos de celebrar eventos deportivos, como medida restrictiva para evitar contagios de COVID-19 entre el público, la carrera ha sido cancelada para esta edición.
La carrera, además de ser la segunda clásica de las Ardenas, formaría parte del UCI WorldTour 2020, calendario ciclístico de máximo nivel mundial, donde era la decimoséptima carrera de dicho circuito.

## Recorrido
El recorrido de este año era similar al de la edición anterior, con 35 cotas y como principal novedad de que la última cota no fue la tradicional cota del Cauberg si no en la cota de Bemelerberg a 7,3 kilómetros de meta, y finalizando en la villa de Berg en Terblijt.